# Адріана Дунавска
  Адріана Дунавска (болг. Адриана Дунавска; нар. 4 квітня 1972, Софія, НРБ) — болгарська гімнастка, дворазова чемпіонка світу, багаторазова чемпіонка Європи. Вона є срібною призеркою олімпійських багатоборств 1988 року, срібною призеркою світового багатоборства 1987 року, бронзовою призеркою світового багатоборства 1989 року та чемпіонкою Європи з багатоборства 1988 року. Вона також виграла золоту медаль на чемпіонаті світу 1987 року зі скакалкою. Її сестра-близнюк, Камелія Дунавска, також брала участь у змаганнях з художньої гімнастики.

## Біографія
Дунавська народилася 21 квітня 1969 року. Вона була зірковою вихованкою клубу ЦСКА у своєму рідному місті, де її тренувала Борислава Куїчкова, доки її не відібрали до національної збірної. Вона була однією із золотих дівчат Болгарії, яка домінувала у художній гімнастиці у 1980-х роках. Вона зробила свій міжнародний дебютний прорив, зайнявши 4-е місце на чемпіонаті Європи 1986 року.
У 1984 році художня гімнастика офіційно стала олімпійським видом спорту. На Олімпіаді в Сеулі болгарські гімнастки змагалися проти радянських гімнасток — Марини Лобач та Олександри Тимошенко. Її товаришка по команді Бьянка Панова скинула булави у попередньому змаганні, що врешті-решт утримало її від медалей. Дунавска виступила дуже добре. Вона виграла срібну медаль у багатоборстві за радянською гімнасткою Мариною Лобач. Вона є єдиною індивідуальною призеркою Олімпійських ігор у художній гімнастиці.
Окрім олімпійського срібла з Олімпійських ігор 1988 року в Сеулі, Дунавска мала успішну кар'єру, маючи багато золотих, срібних та бронзових медалей на чемпіонатах світу та Європи. На чемпіонаті Європи в Гельсінкі в 1988 році вона стала золотою призеркою багатоборства, а також виграла золото зі стрічкою, булавами та обручем. Дунавска була другою на чемпіонаті світу 1987 року у Варні.
Чемпіонат світу 1989 року став останнім змаганням для Дунавскої. Захопивши бронзу в багатоборстві, вона завершила свою кар'єру, виступивши у всіх чотирьох фіналах змагань, де виграла срібло з м'ячем та стрічкою.